# 東瑞
東瑞（1945年5月30日—）原名黃東濤，香港作家。祖籍福建金門。1960年代在印尼雅加達巴中讀中學。1969年於福建華僑大學中國語言文學系畢業，1972年移居香港同時開始文藝創作。1991年與妻子蔡瑞芬創立以青少年作對象的出版社獲益出版事業有限公司，並擔任總編輯。業餘從事寫作，常於《成報》等報紙撰寫文章。他的筆名「東瑞」是從自己和妻子的名字各取一字組成的。